# Omphalocera
Omphalocera is een geslacht van vlinders van de familie snuitmotten (Pyralidae), uit de onderfamilie Galleriinae.

## Soorten
- O. cariosa Lederer, 1863
- O. munroei Martin, 1956
- O. occidentalis Barnes & Benjamin, 1924